# Gurksee
Gurksee är en sjö i Österrike.   Den ligger i förbundslandet Kärnten, i den centrala delen av landet, 240 km sydväst om huvudstaden Wien. Gurksee ligger 2 048 meter över havet.
I omgivningarna runt Gurksee växer i huvudsak blandskog. Runt Gurksee är det ganska tätbefolkat, med 56 invånare per kvadratkilometer.